# Rio Gurguiata
O Rio Gurguiata é um rio da Romênia, afluente do Bahlui, localizado no distrito de Iaşi.